# Weichai Power
Weichai Power Co., Ltd. — китайский разработчик и производитель дизельных двигателей внутреннего сгорания в Вэйфане (Шаньдун). Также выпускает вилочные погрузчики и запчасти для двигателей не на дизельном топливе.

## История
Компания Weichai Power была основана 23 декабря 2002 года. Её акции начали торговаться на Гонконгской фондовой бирже в 2004 году и Шэньчжэньской фондовой бирже в 2007 году.
В 2009 году компания Weichai Power купила французского производителя судовых двигателей Moteurs Baudouin. В 2012 году компания согласилась купить 25% акций немецкого производителя вилочных погрузчиков KION Group за 738 млн евро; к 2016 году доля выросла до 38,25 %.
Weichai Power стал первым спонсором Scuderia Ferrari из Китая в январе 2013 года; спонсорство завершилось в 2016 году.
В 2021 году компания Weichai Power впервые появилась в списке Fortune 500, заняв 425 место.
С 1999 года компания Weichai сотрудничает с Bosch — инжиниринговой компанией, базирующейся в Герлингене (Германия) для обмена исследованиями и разработками в области таких технологий, как топливные элементы и системы впрыска топлива Common Rail. 3 ноября 2023 года Bosch и Weichai Power вместе подписали соглашение о стратегическом сотрудничестве, в котором договорились сотрудничать в разработке новых технологий, таких как дизельные двигатели с высокой тепловой эффективностью.
В 2023 году Weichai и BYD — производитель электромобилей из Сиани — начали разрабатывать новую технологию электромобилей, поскольку с 2010 года компания Weichai планировала сосредоточиться на новых вариантах использования энергии. С тех пор компания инвестировала около 550 миллионов долларов в исследования и разработки новых источников энергии, таких как электрические, гибридные и водородные топливные элементы.

## Награды
- 2007 China Quality Award[13]